# Esra Dermancıoğlu
Esra Altınay, nota con il cognome dell'ex marito Dermancıoğlu (Istanbul, 7 dicembre 1968), è un'attrice turca, nota per aver interpretato il ruolo di Behice Hekimoğlu nella serie Terra amara (Bir Zamanlar Çukurova).

## Biografia
Nata nel 1968 a Istanbul (Turchia), Esra Altınay è la figlia di Nurhal Cümbüş Altınay e Altuğ Altınay ed è la nipote di Zeynel Abidin Cümbüş. Ha completato la sua formazione primaria presso la Pierre Loti High School, poi ha proseguito gli studi presso il Franklin College, in Svizzera. Ha preso lezioni di recitazione presso lo Studio Actors, formato da Şahika Tekand e lezioni di canto al conservatorio di Derya Alabora. Ha frequentato anche diversi corsi all'estero. Ha iniziato la sua carriera di attrice con l'offerta di Gülse Birsel per il compleanno di un'amica.
Nel 2008 ha fatto la sua prima apparizione come attrice nella serie Sen Harikasin. Ha recitato in serie come nel 2010 e nel 2011 in Fatmagül'ün Suçu Ne?, nel 2012 in Insanlar alemi, nel 2013 in Galip Dervis, nel 2013 e nel 2014 in Doksanlar, nel 2014 in Sil Bastan e in Ulan Istanbul, nel 2015 in Serçe Sarayı, nel 2015 e nel 2016 ne Il secolo magnifico: Kösem (Muhtesem Yüzyil: Kösem), dal 2016 al 2018 in Kirgin Çiçekler, nel 2018 in Sahin Tepesi, dal 2019 al 2021 in Terra amara (Bir Zamanlar Çukurova), nel 2021 in Acans, nel 2021 e nel 2022 in Kaderimin Oyunu, nel 2022 in Bir Küçük Gün Isigi, nel 2023 e nel 2024 in Hudutsuz Sevda e nel 2024 e nel 2025 ne La notte nel cuore (Siyah Kalp). Ha recitato anche in film come nel 2010 in Moral Bozuklugu ve 31, nel 2014 in Kadin Isi Banka Soygunu, nel 2015 Hayalet Dayi e in Merdiven baba, nel 2017 in Ayla - La figlia senza nome (Ayla: The Daughter of War) e nel 2024 in Dilemma.

## Vita privata
Esra Dermancıoğlu ha una figlia che si chiama Refia Dermancıoğlu, avuta dal suo ex marito che aveva lasciato in quanto era contrario alla sua carriera di attrice.

## Filmografia

### Cinema
- Moral Bozuklugu ve 31, regia di Ali Yorgancioglu, Uluc Ali Kilic e Gonenc Uyanik (2010)
- Kadin Isi Banka Soygunu, regia di A. Taner Elhan (2014)
- Hayalet Dayi, regia di Ali Yorgancioglu (2015)
- Merdiven baba, regia di Hasan Tolga Pulat, Koralp Gumus e Sunay Terzioglu (2015)
- Ayla - La figlia senza nome (Ayla: The Daughter of War), regia di Can Ulkay (2017)
- Dilemma, regia di Mustafa Kotan (2024)

### Televisione
- Sen Harikasin – serie TV (2008)
- Fatmagül'ün Suçu Ne? – serie TV, 80 episodi (2010-2011)
- Insanlar alemi – serie TV, 1 episodio (2012)
- Galip Dervis – serie TV, 1 episodio (2013)
- Doksanlar – serie TV, 44 episodi (2013-2014)
- Sil Bastan – serie TV, 9 episodi (2014)
- Ulan Istanbul – serie TV, 2 episodi (2014)
- Serçe Sarayı – serie TV, 13 episodi (2015)
- Il secolo magnifico: Kösem (Muhtesem Yüzyil: Kösem) – serie TV, 29 episodi (2015-2016)
- Kirgin Çiçekler – serie TV, 63 episodi (2016-2018)
- Sahin Tepesi – serie TV, 6 episodi (2018)
- Terra amara (Bir Zamanlar Çukurova) – serie TV, 50 episodi (2019-2021)
- Acans – serie TV, 1 episodio (2021)
- Kaderimin Oyunu – serie TV, 26 episodi (2021-2022)
- Bir Küçük Gün Isigi – serie TV, 25 episodi (2022)
- Hudutsuz Sevda – serie TV, 27 episodi (2023-2024)
- La notte nel cuore (Siyah Kalp) – serie TV, 34 episodi (2024-2025)

## Doppiatrici italiane
Nelle versioni in italiano dei suoi film e delle sue serie TV, Esra Dermancıoğlu è stata doppiata da:
- Antonella Rinaldi[32] in Terra amara[33]
- Paola Majano[34] ne La notte nel cuore[35]

## Riconoscimenti
- Sadri Alisik Theatre and Cinema Awards
  - 2014: Candidata come Miglior interpretazione di un'attrice non protagonista in un film per Kadin Isi Banka Soygunu
  - 2016: Vincitrice come Migliore interpretazione di un'attrice non protagonista in un film per Hayalet Dayi